# Bützow
Bützow is een gemeente in de Duitse deelstaat Mecklenburg-Voor-Pommeren, en maakt als bestuurszetel deel uit van het Amt Bützow-Land, dat in de Landkreis Rostock ligt.
Bützow telt 7.829 inwoners.

## Geografie

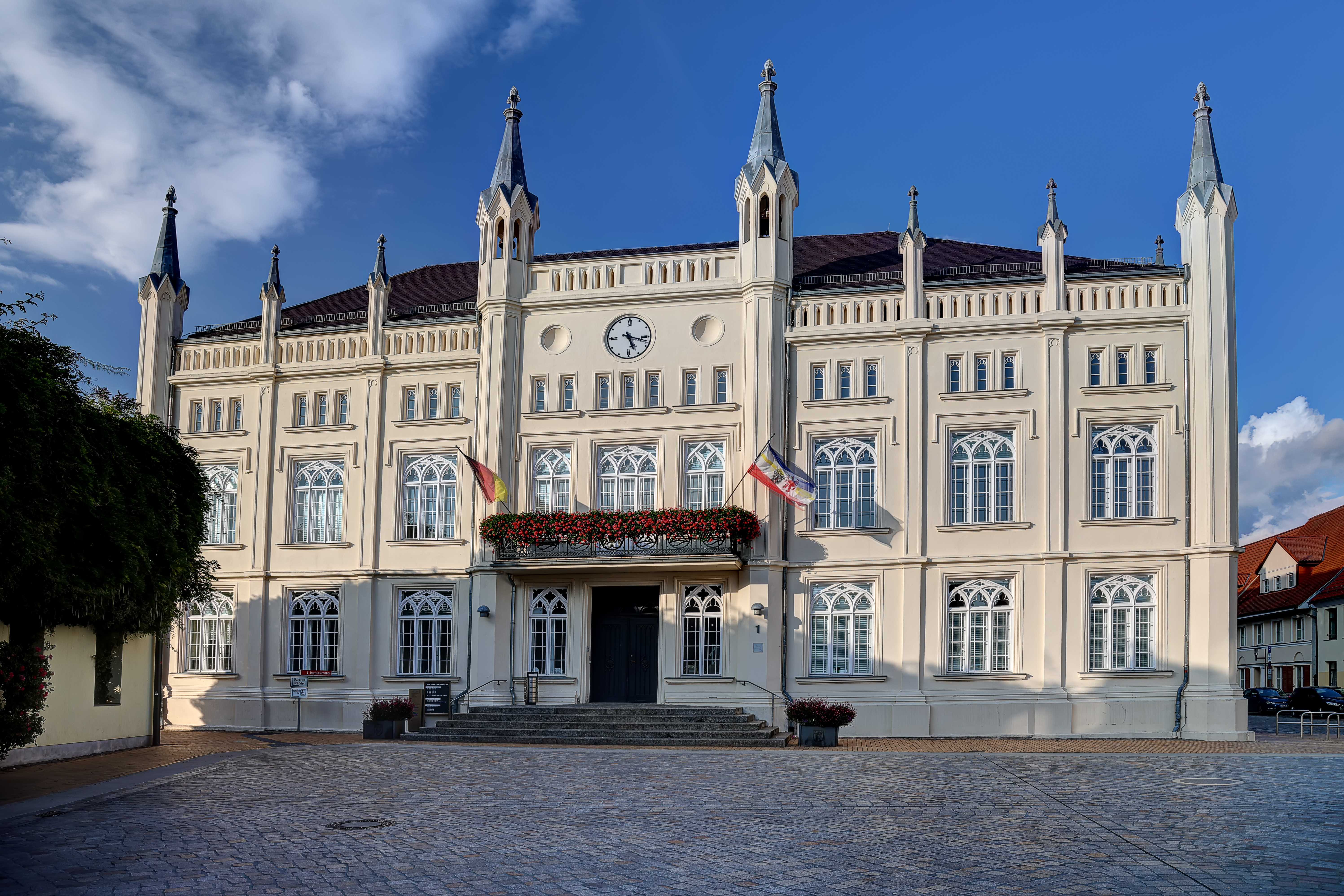
Stadhuis

De gemeente Bützow bestaat uit vier delen:
- het gelijknamige stadje, met aan de westkant, aan de overkant van de Warnow, de wijk Dreibergen
- drie dorpjes, te weten:
  - Horst, 8 km ten noorden van de stad
  - Parkow, 2 km ten westen van Horst
  - Wolken, direct ten noordoosten van de stad.

Bützow ligt aan de rivier de Warnow. Minder dan 20 km ten oosten van Bützow ligt het grotere stadje Güstrow. De grootste stad in de omgeving van Bützow is Rostock, 30 km in noordelijke richting.

## Infrastructuur

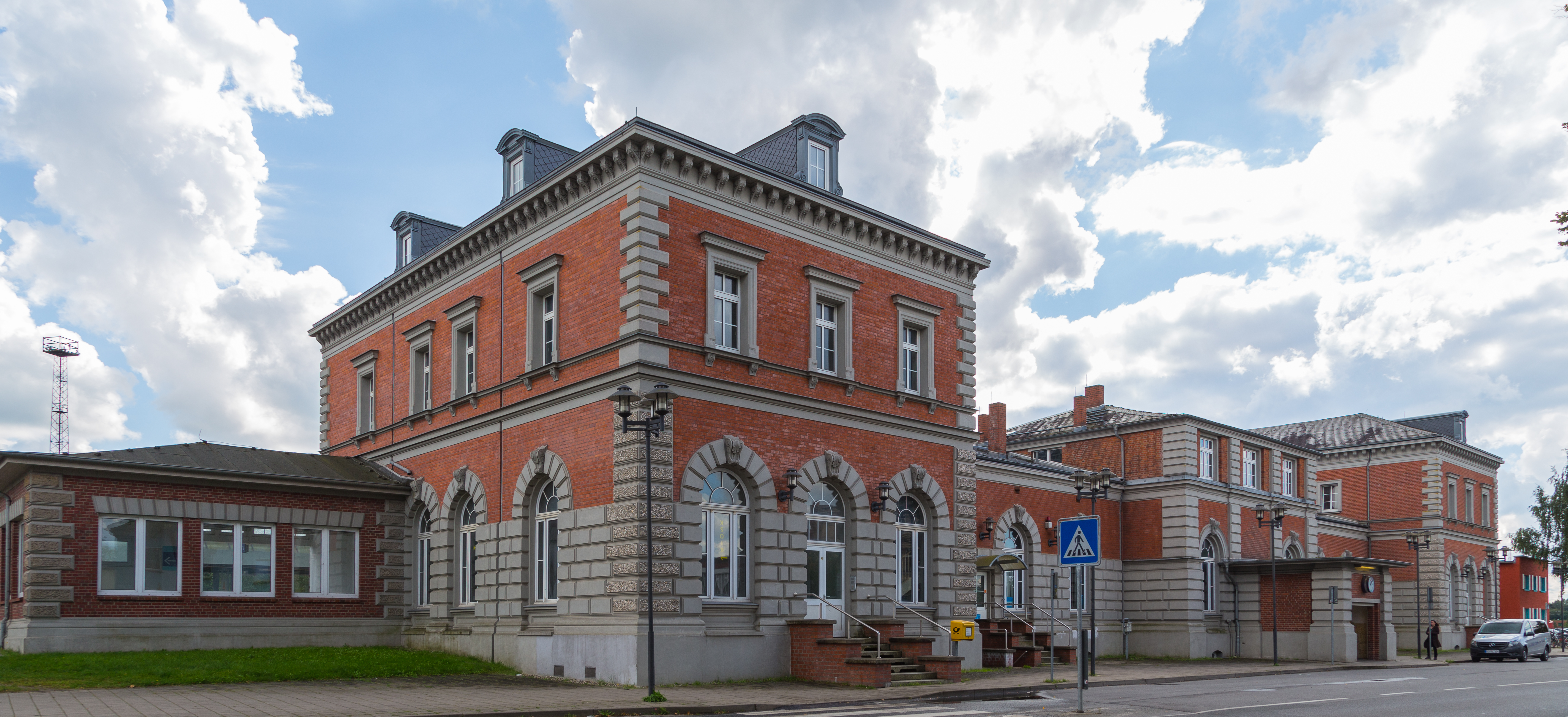
Stationsgebouw (1879)

Afrit 13 van de Bundesautobahn 19, 6 km ten oosten van Güstrow, op 28 km van Bützow, is de dichtstbijzijnde aansluiting op het net van autosnelwegen.
Vanaf Station Bützow, geopend in 1850, kan men per trein o.a. naar Bad Kleinen, Rostock, Güstrow , Neubrandenburg en de Poolse stad Szczecin reizen.

## Historie

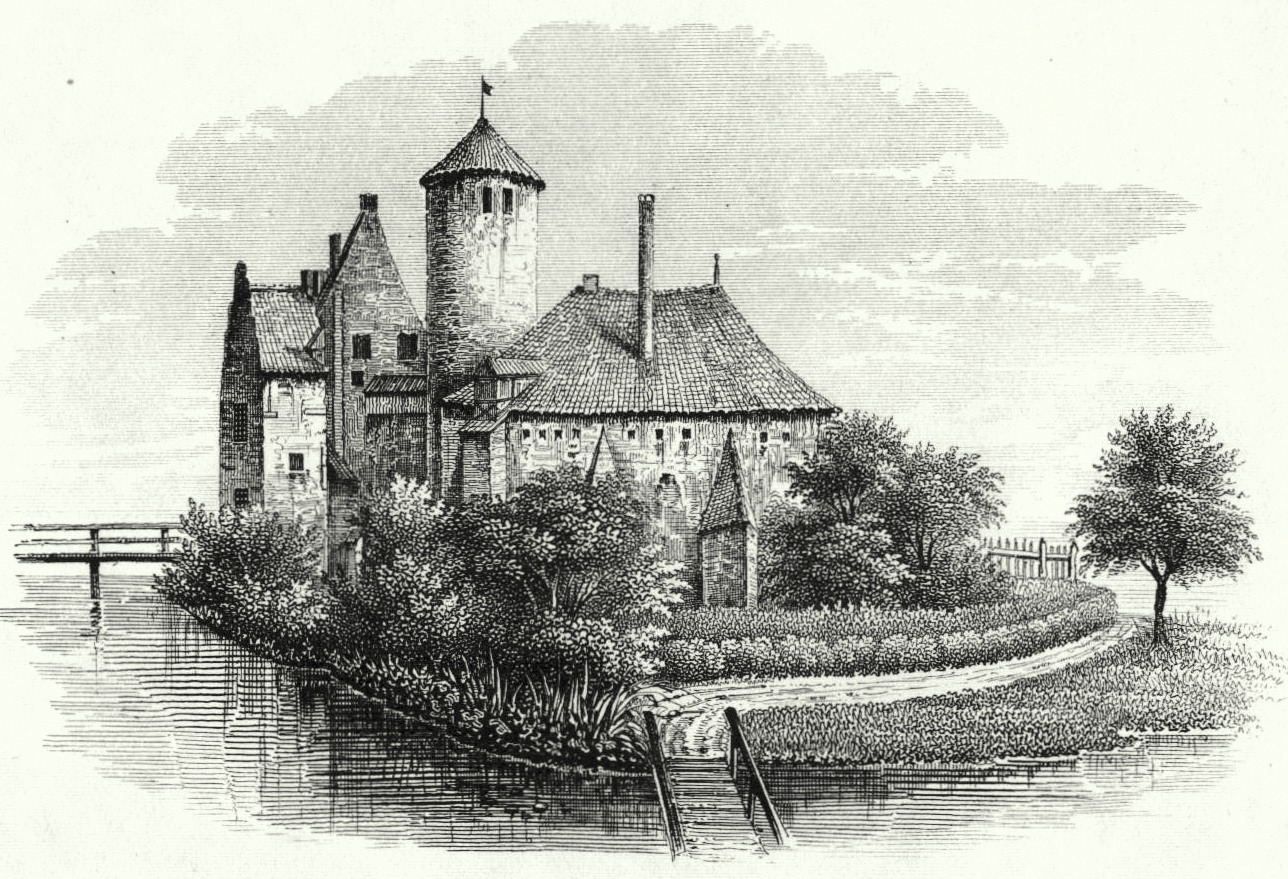
Kasteel Bützow in 1760
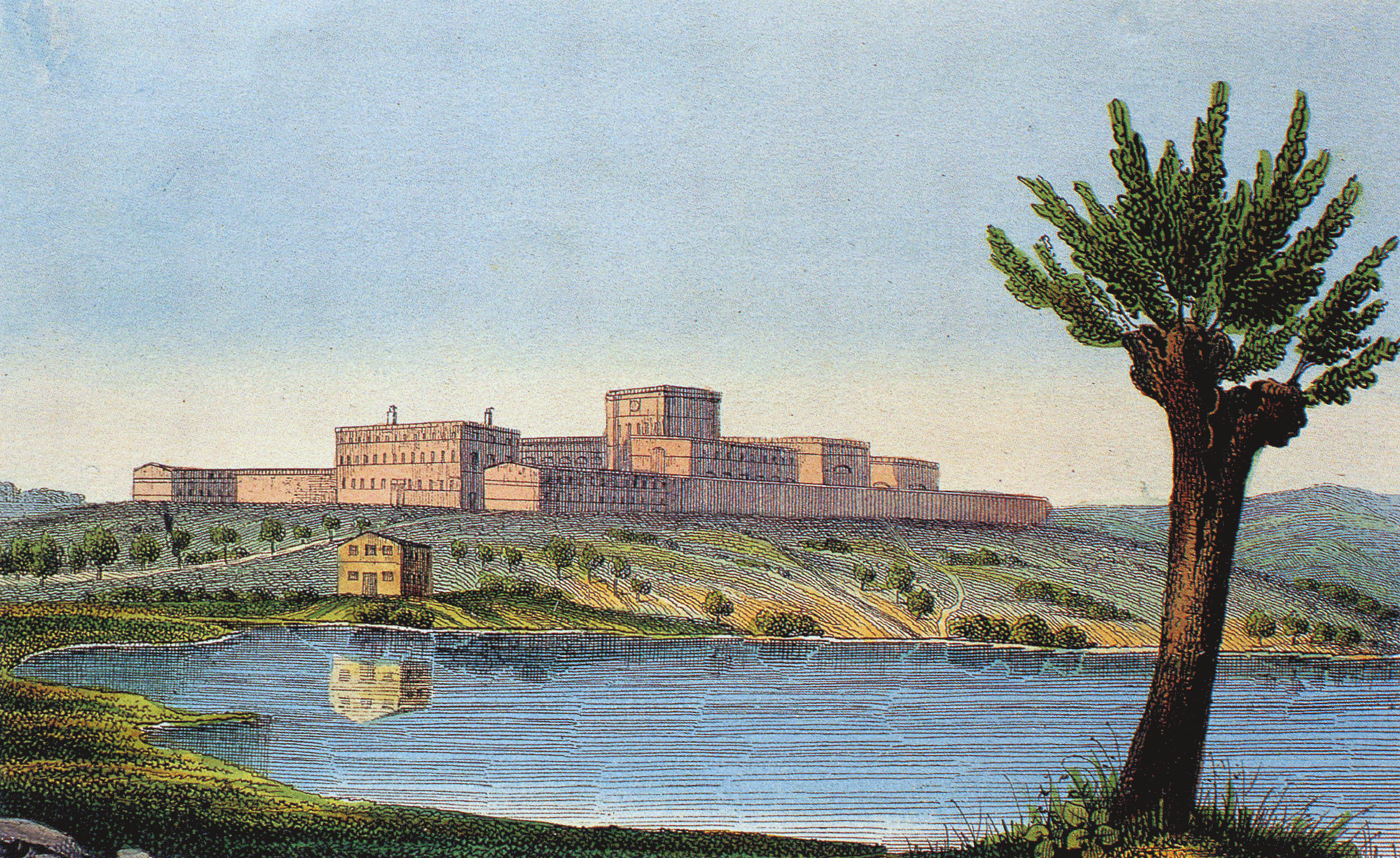
De gevangenis in 1845
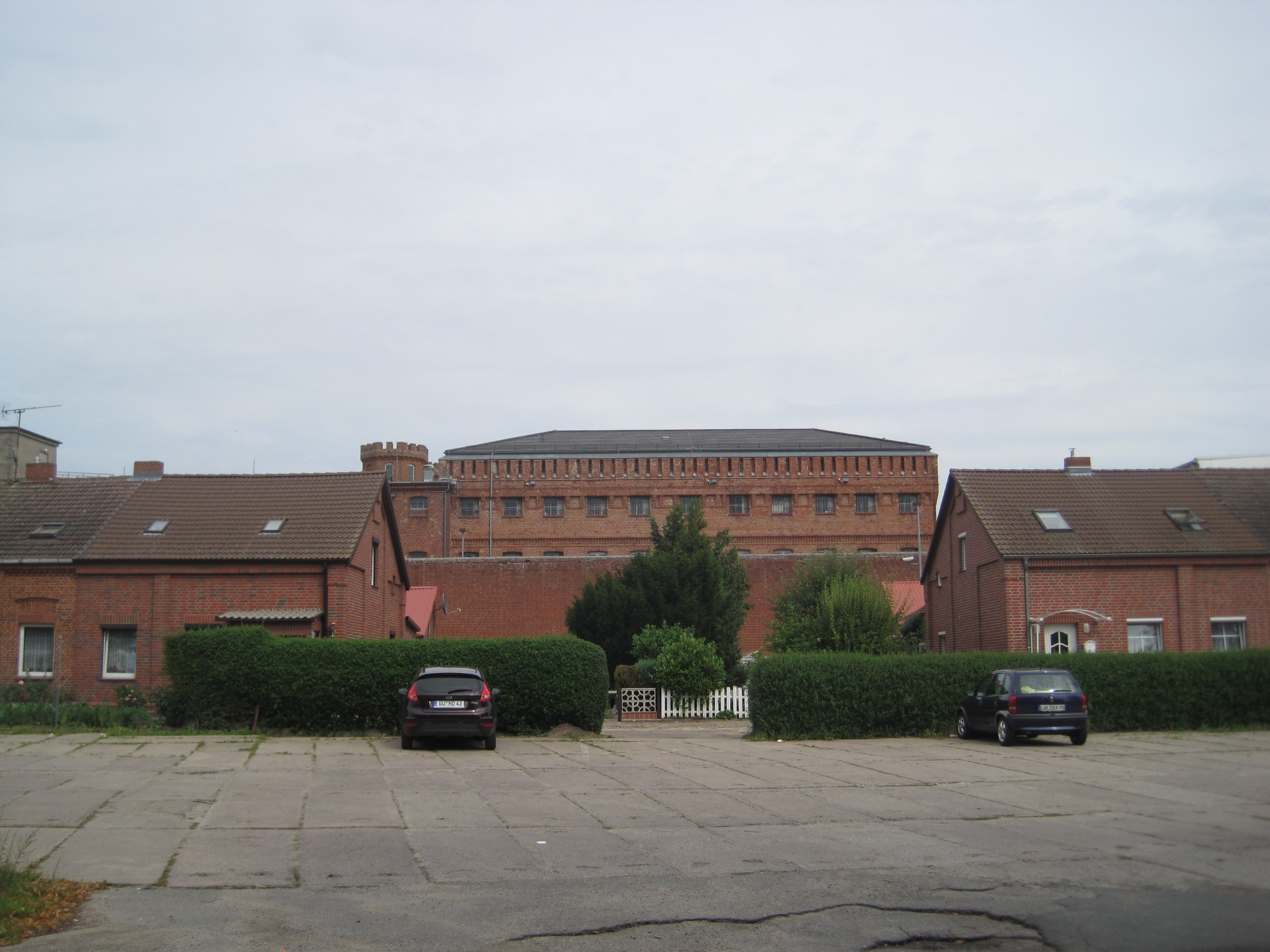
De gevangenis in 2010
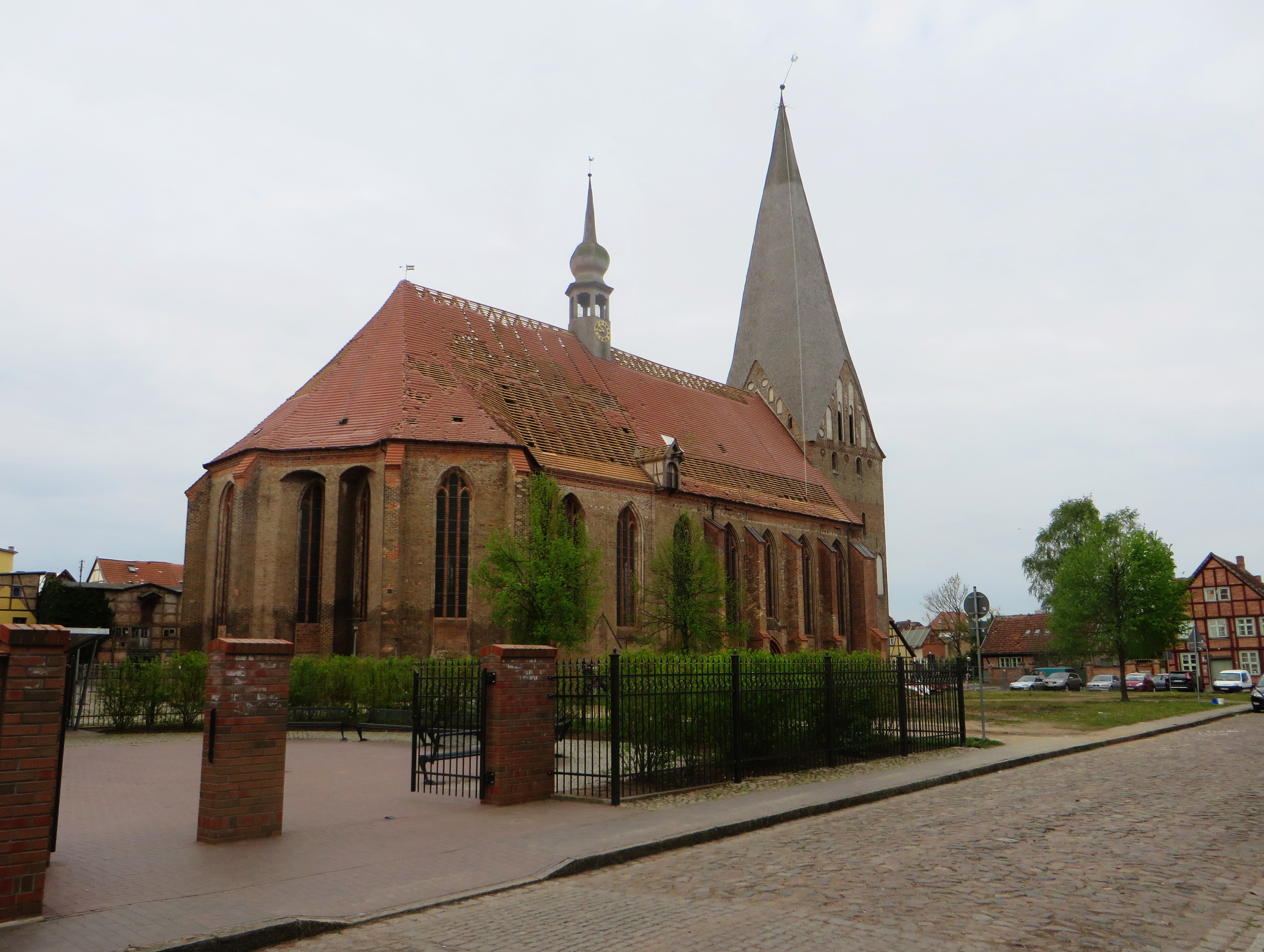
De Stiftskirche van Bützow raakte door een tornado tijdelijk haar dak kwijt (foto d.d. 9 mei 2015)

In de Geographia van Claudius Ptolemaeus (150 n.Chr.) wordt een plaats Bunitium genoemd. Veel inwoners van Bützow, en ook enkele wetenschappers, geloven, dat deze plaats met Bützow identiek is. Waarschijnlijker is, dat de stad door een Slavisch volk werd gesticht. De in de 12e eeuw voor het eerst in een document vermelde plaatsnaam staat in verband met de mansnaam Budiš of Budizlaw.
Bützow, dat in 1236 stadsrechten kreeg, was vanaf 1239 de residentie van de bisschoppen van Schwerin. Van 1468 tot aan de Reformatie was hier een Bethlehem geheten nonnenklooster gevestigd, dat door sommige auteurs aan de Zusters des Gemenen Levens gelinkt wordt (wetenschappelijk sluitend bewijs hiervoor ontbreekt); in 1567 werd het voormalige klooster een armenhuis.
Tijdens de Dertigjarige Oorlog (1618-1648) had Bützow veel van oorlogsgeweld, besmettelijke ziektes, hongersnood e.d. te lijden. De bevolking nam in de loop van de 17e eeuw verder af. In 1683 vernam het stadsbestuur, dat in Frankrijk onder Lodewijk XIV de protestanten werden vervolgd, en dat deze mensen in Mecklenburg een nieuw bestaan wilden opbouwen. Zij verzochten aan hertog Christiaan Lodewijk om toestemming, deze mensen in Bützow op te mogen nemen. Dit verzoek strandde, omdat de desbetreffende hugenoten reeds elders een toevluchtsoord hadden gevonden. Maar in 1699 verleende diens opvolger en neef, hertog Frederik Willem aan reeds in de Duitse landen gearriveerde , gevluchte hugenoten uit Frankrijk het privilege, zich in Bützow te mogen vestigen en vrijelijk hun eigen gereformeerde geloof te mogen uitoefenen. Nog steeds staat er in het stadje een gereformeerd kerkgebouw, dat tegenwoordig doordeweeks als muziekschool in gebruik is.
In 1716 werd Bützow door een stadsbrand grotendeels verwoest.
Van 1760 tot 1789 had Bützow een universiteit.
Heinrich Carl Friedrich Kröplin, een in o.a. Zwitserland opgeleide klokkenmaker, richtte in zijn geboortestad Bützow in 1906 een fabriek van barometers en andere logistieke en wetenschappelijke precisie-instrumenten op, die tot buiten Duitsland een zeer goede reputatie verwierf. De fabriek werd in de Tweede Wereldoorlog gedwongen, instrumenten te gaan maken voor gevechtsvliegtuigen van de Luftwaffe. Daarna werd het bedrijf door de bezettingsmacht van de Sovjet-Unie ontmanteld, maar wist onder regeringstoezicht van de DDR een doorstart te maken. Het bedrijf Kroeplin bestaat nog in sterk verkleinde omvang voort en is anno 2023 gevestigd te Schlüchtern, Hessen.
In 1833 werd in de buurtschap Dreibergen, genoemd naar drie heuveltjes ten westen van de stad, een grote , nog steeds bestaande gevangenis gebouwd. In de periode van Adolf Hitlers Derde Rijk, en ook die van de DDR was deze strafinrichting berucht vanwege de strenge en soms zelfs onmenselijke behandeling van politieke gevangenen en andere gedetineerden. Onder andere de rond 1953 als uitvloeisel van de Aktion Rose gestrafte hoteliers hebben er opgesloten gezeten. Pas verscheidene jaren na de Duitse hereniging, en na enkele gewelddadige uitbraakpogingen, werd de gevangenis gerenoveerd en aangepast aan moderne eisen. De Justizvollzugsanstalt, JVA, is tot op heden de belangrijkste werkgeefster van het stadje. De instelling beschikt over o.a. een eigen ziekenhuis en een instelling voor psychiatrisch onderzoek van gedetineerden.
Op 5 mei 2015 liep Bützow zware schade op door een tornado met een kracht F3 op de Schaal van Fujita. Er vielen dertig gewonden. Twee jaar later was, volgens regionale media, mede door veel vrijwilligerswerk door de inwoners zelf, de schade ad circa 40 miljoen euro weer hersteld.

## Bezienswaardigheden, toerisme
- Bescheiden streekmuseum in het uit de 15e eeuw daterende Krumme Haus, met, sinds 2003, ook aandacht voor de slachtoffers van de uitwassen tussen 1933 en 1995 in de gevangenis Dreibergen (Dokumentationsstätte zum Politischen Missbrauch des Strafvollzuges in Bützow). In hetzelfde gebouw is o.a. de openbare bibliotheek van Bützow ondergebracht.
- Het imposante, in zijn huidige vorm uit 1556 daterende, kasteel is bewoond en kan niet bezichtigd worden.
- Watersport is mogelijk op de Warnow (o.a. kanovaren en kajakken) en het meer Bützower See.
- In de stad staan talrijke, ten dele monumentale, oude kerkgebouwen. Met name de 13e-eeuwse, evangelisch-lutherse Stiftskirche is zeer bezienswaardig; het gebouw is een meesterwerk der Noord-Duitse baksteengotiek; alleen al om de kansel en het altaarstuk in deze kerk te bezichtigen, maken vele geïnteresseerden speciaal een reis naar Bützow. Zie voor een uitvoerige beschrijving het artikel Stiftskirche Bützow  op de Duitstalige Wikipedia.
- De vervallen, voormalige synagoge uit 1789 zal in 2024 worden gerestaureerd en krijgt een woonbestemming.
- In het centrum van Bützow staan nog enige schilderachtige vakwerkhuizen.
- Een langeafstands-fietsroute tussen Berlijn en Kopenhagen loopt door Bützow.

## Afbeeldingen

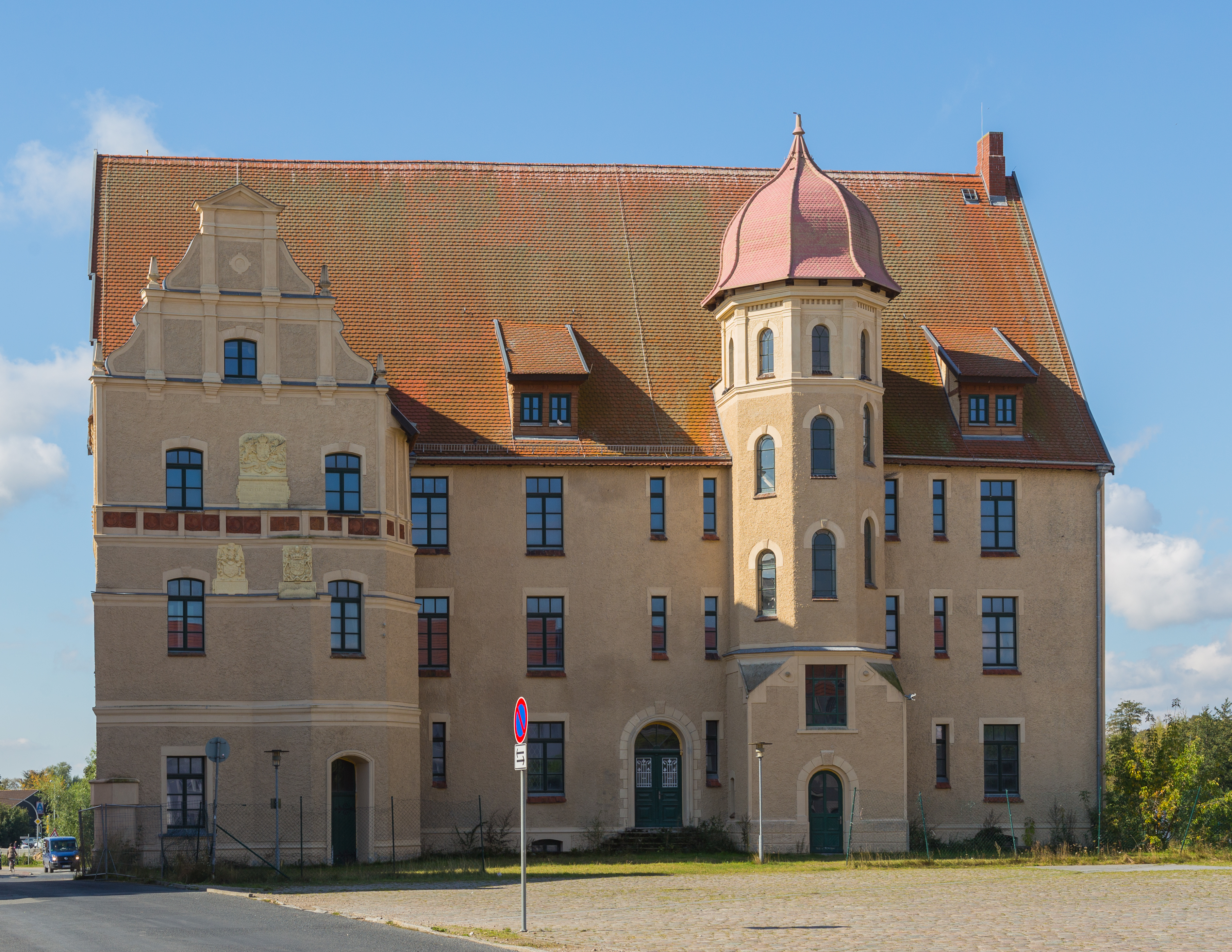
Kasteel (Schloss Bützow)
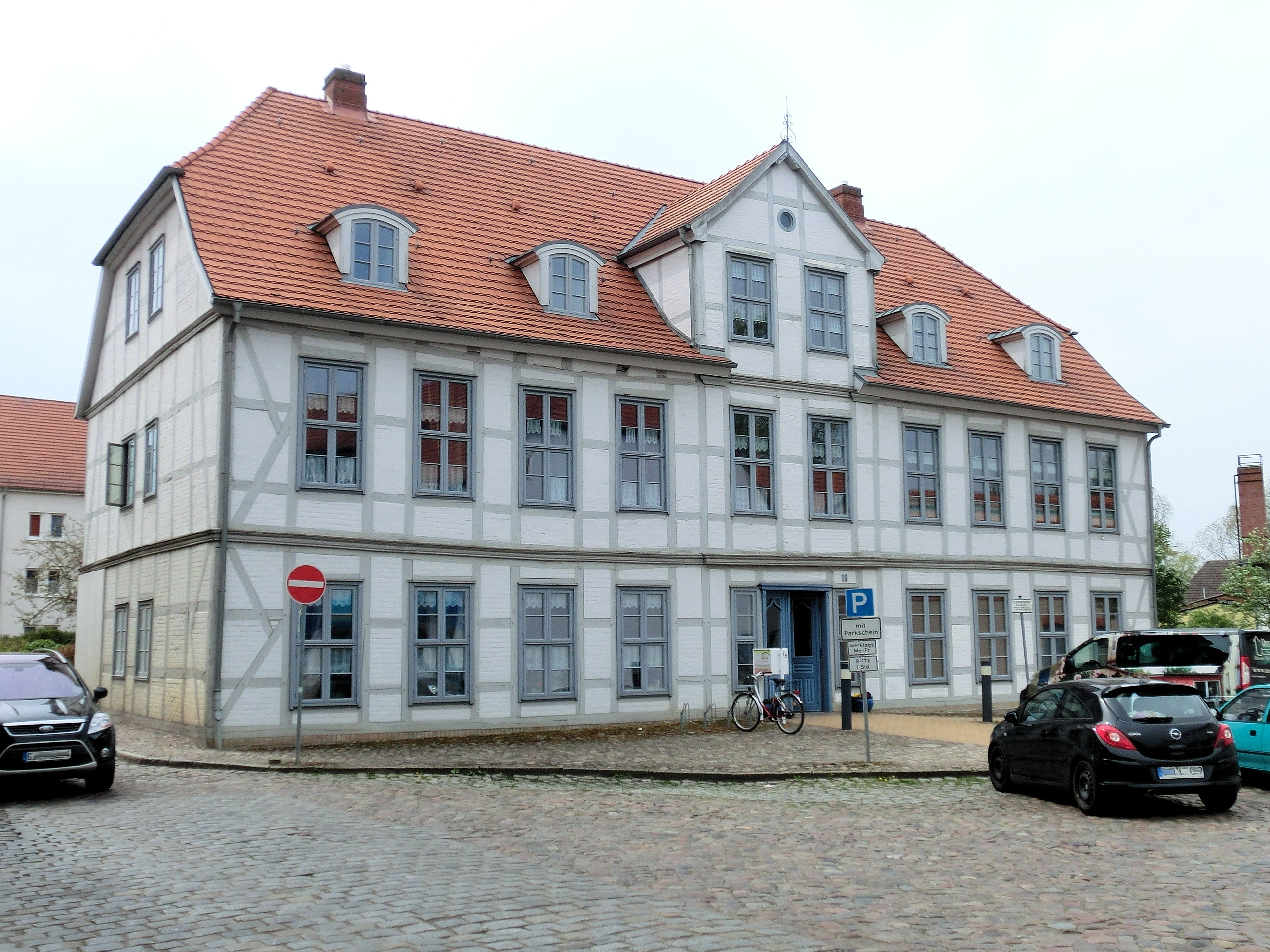
Vakwerkhuis aan de Schlossstraße
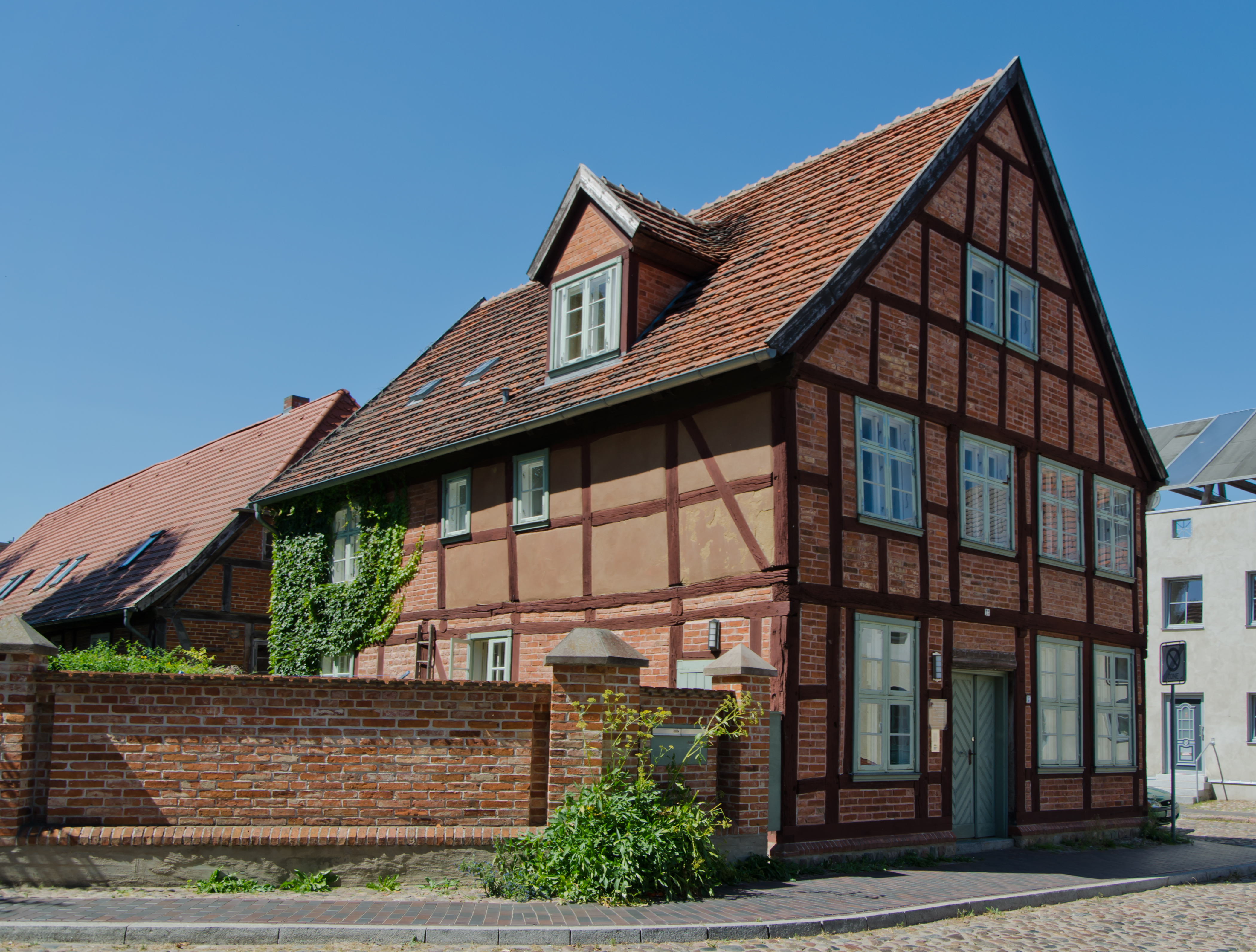
Vakwerkhuis aan de Kirchenstraße
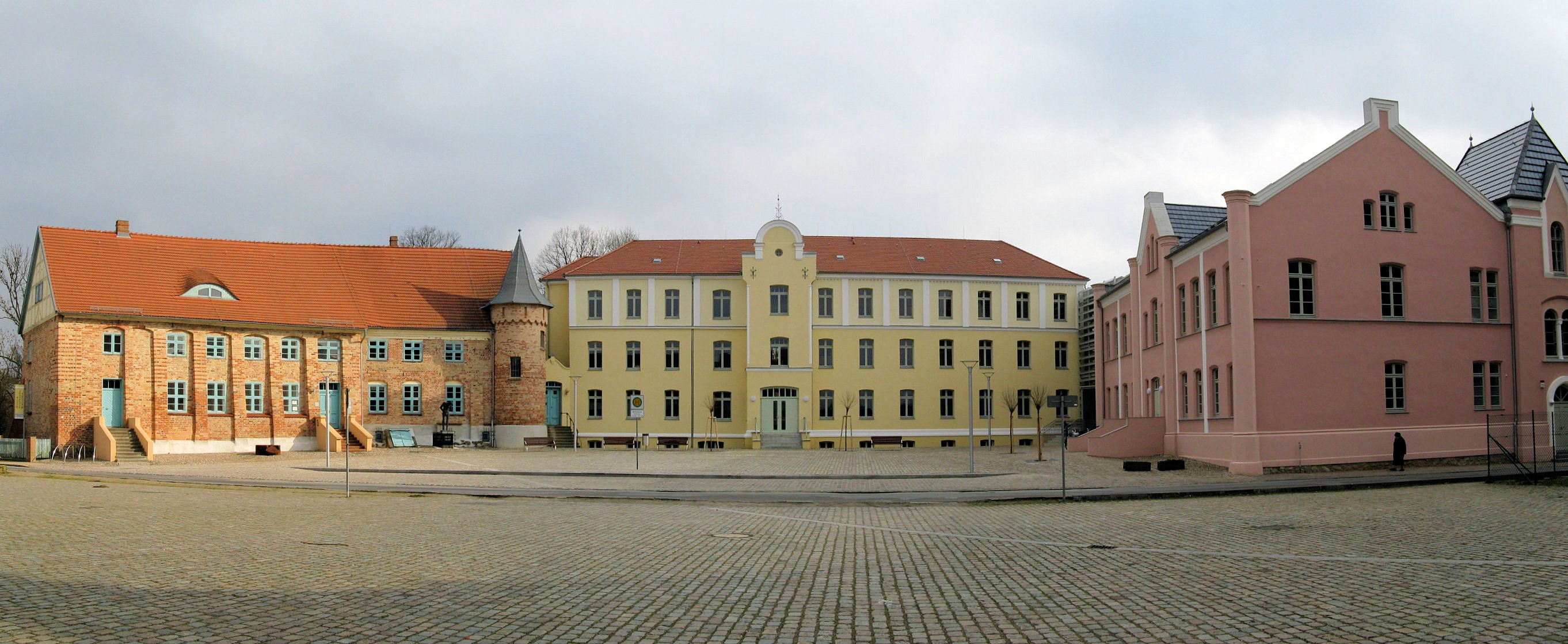
De Schlossplatz te Bützow. Het gebouw links is het Krumme Haus.
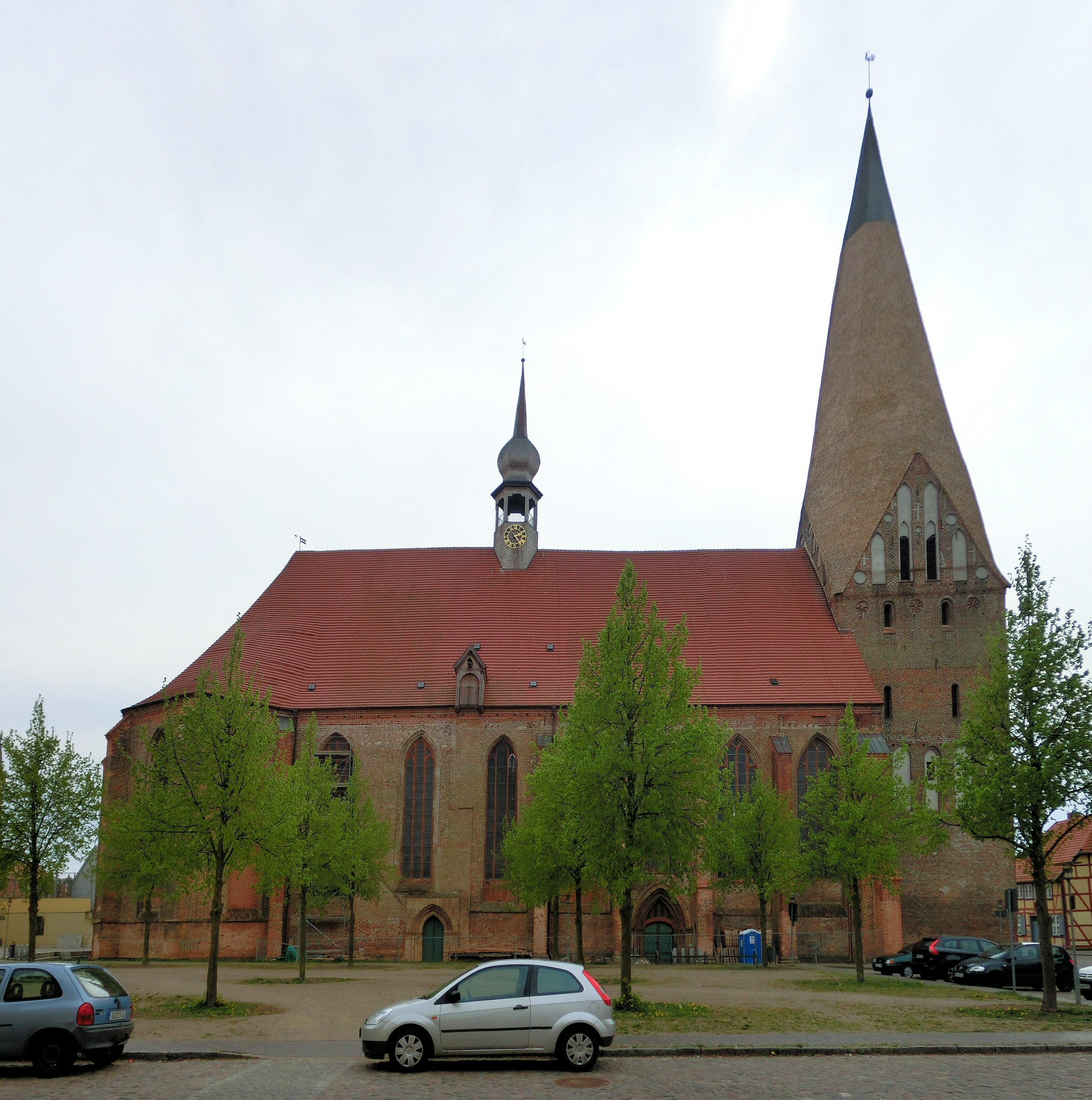
De Stiftskirche
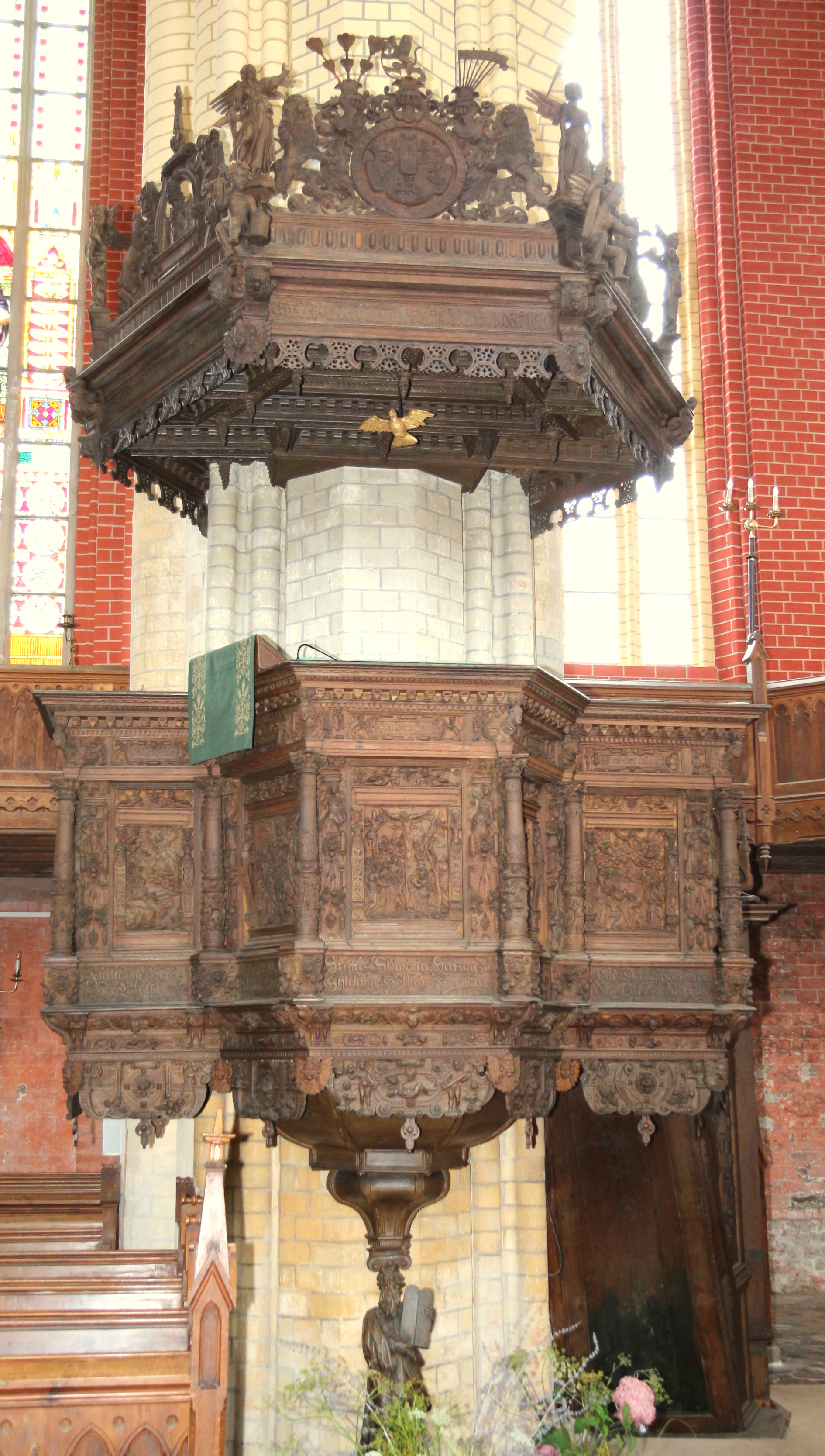
De uit 1617 daterende kansel in deze kerk
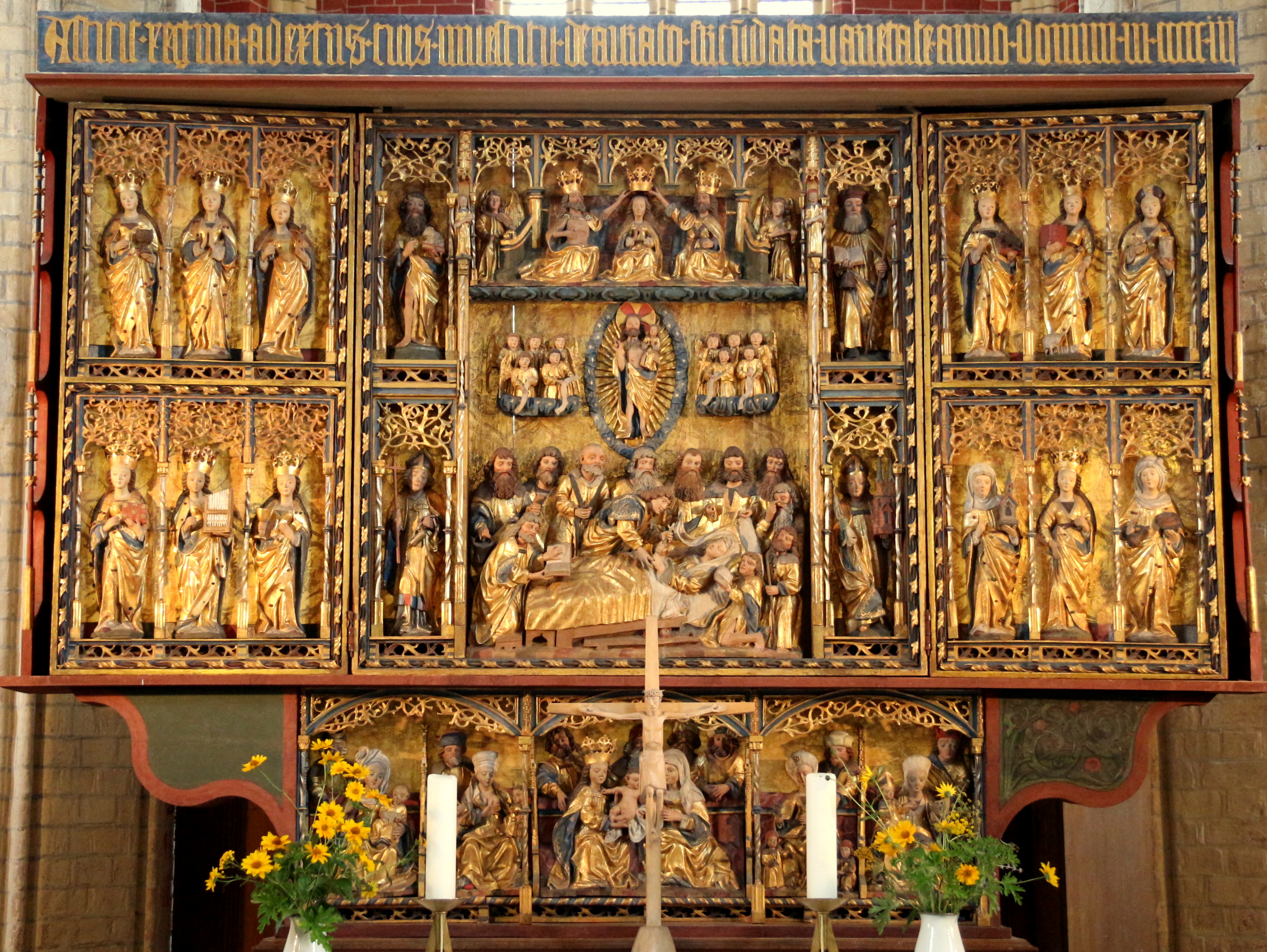
Altaarstuk (1503) in deze kerk
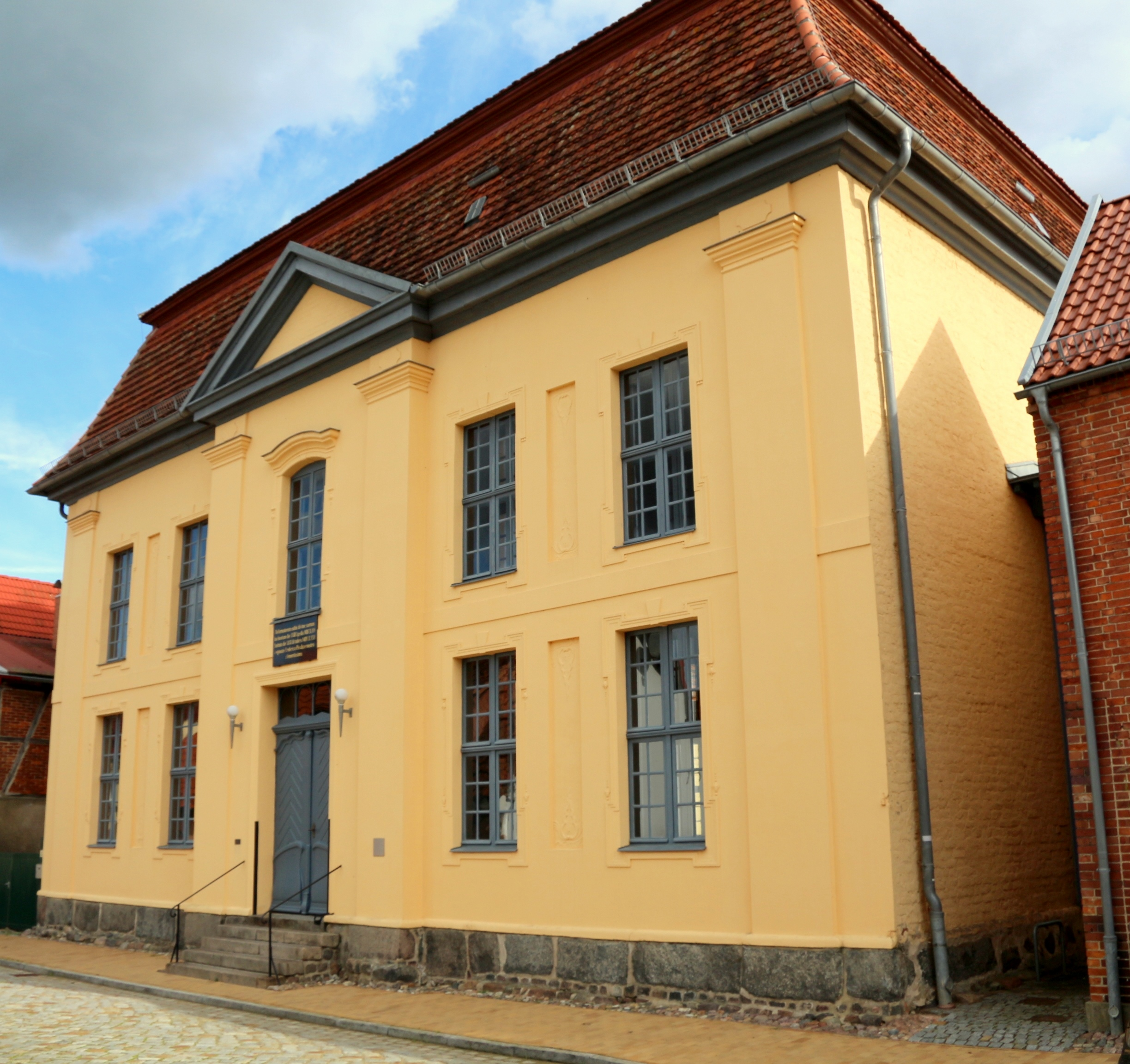
Gereformeerde kerk (1713)
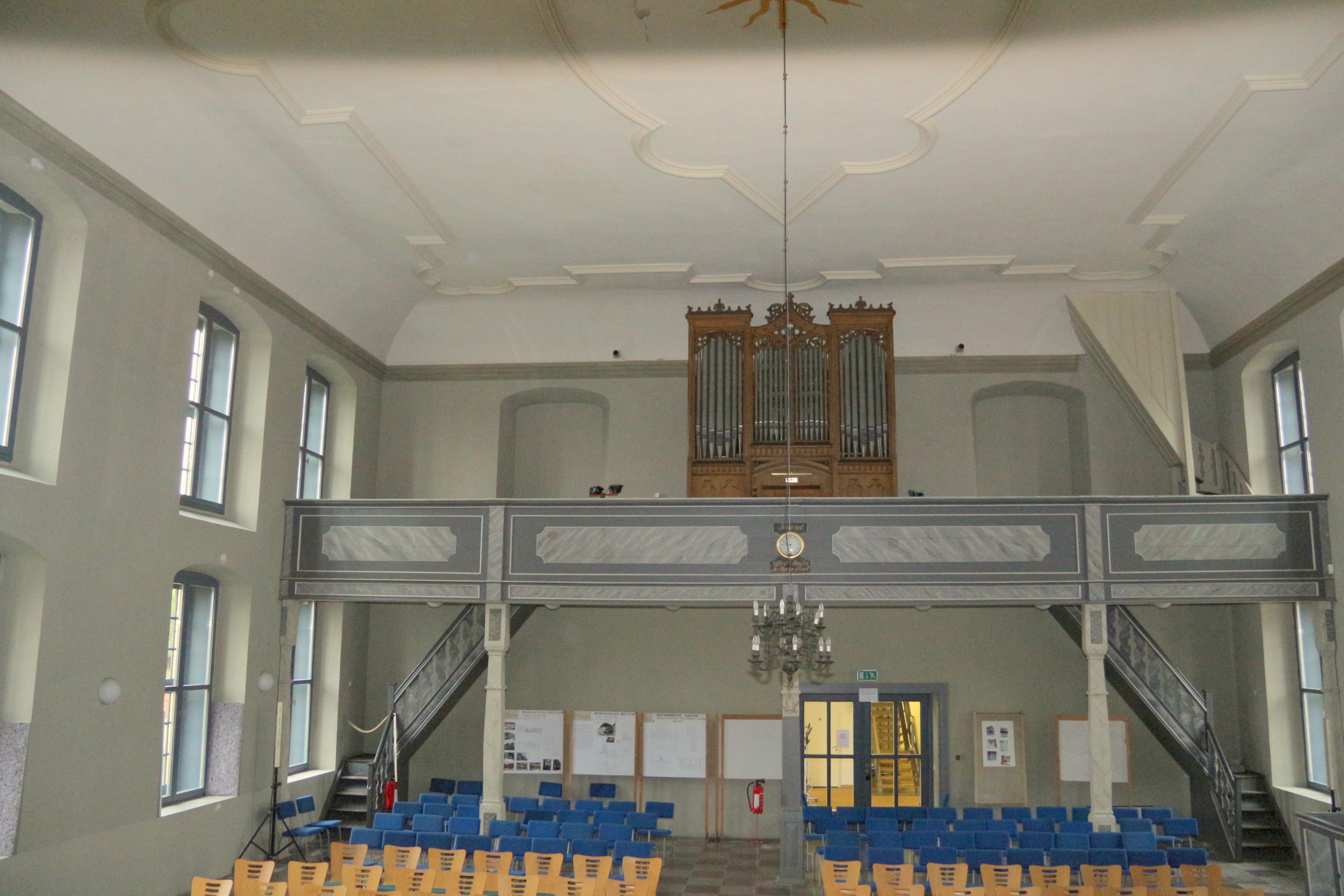
Interieur van deze kerk
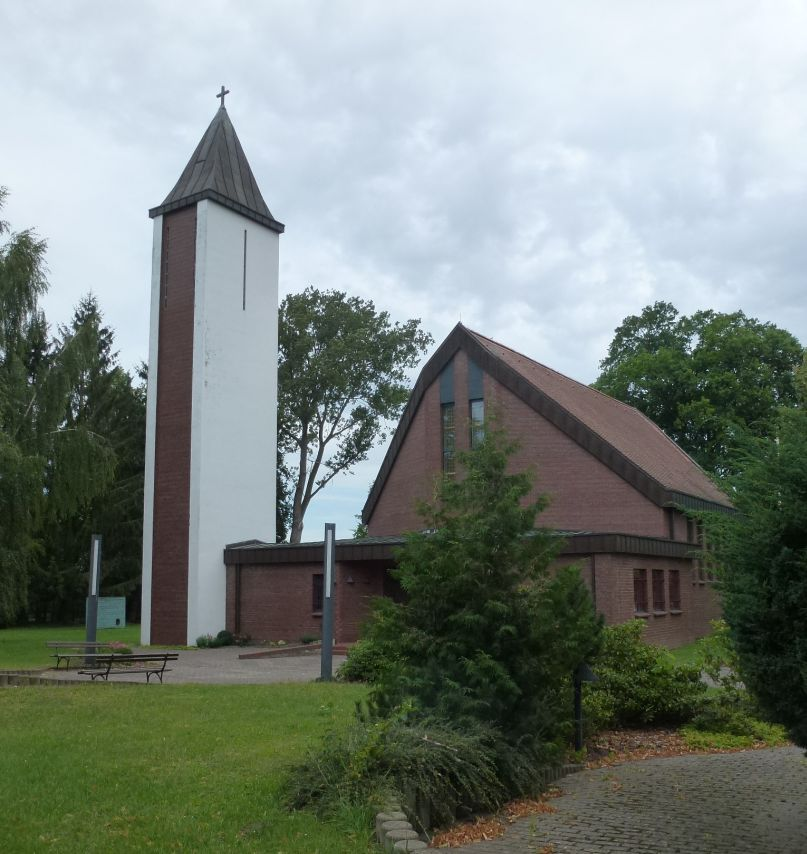
R.K. Sint-Antoniuskerk
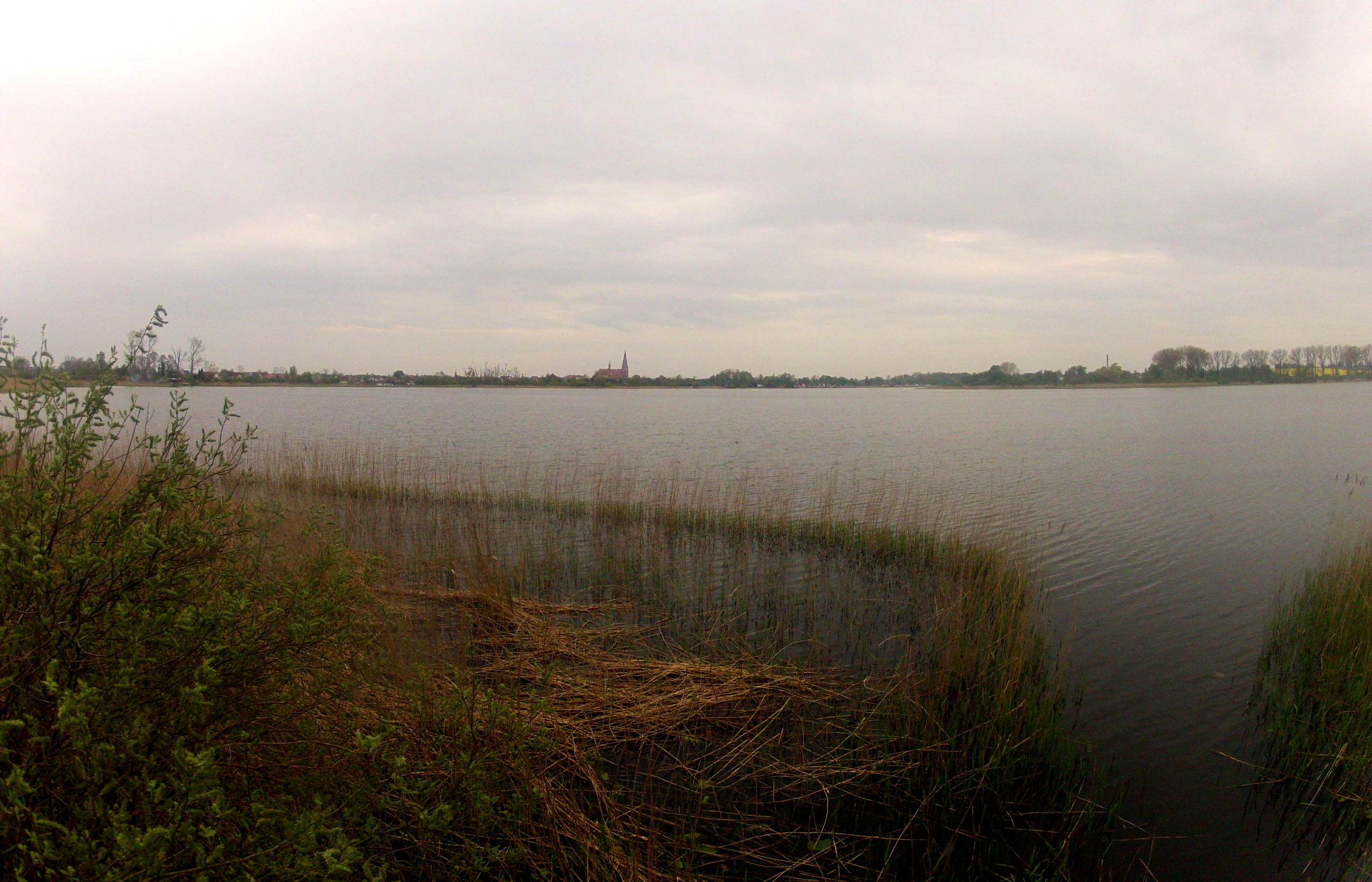
De Bützower See. Op de achtergrond de toren van de Stiftskirche van de stad.

## Geboren te Bützow
- Jean Deschamps (27 mei 1707 - 23 augustus 1767 in Londen), filosoof; vertaler van het werk van Christian Wolff in de Franse taal
- Heinrich Carl Friedrich Kröplin (2 mei 1859 - 16 september 1945 ibidem), meester-klokkenmaker, oprichter van de barometerfabriek
- Else Hirsch (29 juli 1889 - in 1943 als slachtoffer van de Holocaust in het getto van Riga), Duits-joodse lerares in Bochum, die in de tijd van het Derde Rijk (december 1938- augustus 1939) tien kindertransporten naar o.a. Nederland en Engeland hielp organiseren. Veel joodse tieners uit Bochum ontsnapten dankzij haar inspanningen aan de dood in de vernietigingskampen. Te Bochum zijn een straat en een school naar haar genoemd.
- Karl-Heinz Schulmeister (6 mei 1925 — 17 juli 2017 te Bad Saarow), Duits historicus en Oost-Duits politicus
- Andrea Philipp (9 juli 1971) atlete (100 en 200 m)

## Partnergemeentes
Bützow onderhoudt jumelages met:
- Eckernförde, Sleeswijk-Holstein
- Sillamäe, Estland.

Admannshagen-Bargeshagen ·
Alt Bukow ·
Alt Sührkow ·
Altkalen ·
Am Salzhaff ·
Bad Doberan ·
Bartenshagen-Parkentin ·
Bastorf ·
Baumgarten ·
Behren-Lübchin ·
Benitz ·
Bentwisch ·
Bernitt ·
Biendorf ·
Blankenhagen ·
Boddin ·
Broderstorf ·
Bröbberow ·
Börgerende-Rethwisch ·
Bützow ·
Cammin ·
Carinerland ·
Dahmen ·
Dalkendorf ·
Diekhof ·
Dobbin-Linstow ·
Dolgen am See ·
Dreetz ·
Dummerstorf ·
Elmenhorst/Lichtenhagen ·
Finkenthal ·
Gelbensande ·
Glasewitz ·
Gnewitz ·
Gnoien ·
Graal-Müritz ·
Grammow ·
Groß Roge ·
Groß Schwiesow ·
Groß Wokern ·
Groß Wüstenfelde ·
Gutow ·
Gülzow-Prüzen ·
Güstrow ·
Hohen Demzin ·
Hohen Sprenz ·
Hohenfelde ·
Hoppenrade ·
Jördenstorf ·
Jürgenshagen ·
Kassow ·
Kirch Mulsow ·
Klein Belitz ·
Klein Upahl ·
Krakow am See ·
Kritzmow ·
Kröpelin ·
Kuchelmiß ·
Kuhs ·
Kühlungsborn ·
Laage ·
Lalendorf ·
Lambrechtshagen ·
Lelkendorf ·
Lohmen ·
Lühburg ·
Lüssow ·
Mistorf ·
Mönchhagen ·
Mühl Rosin ·
Neubukow ·
Nienhagen ·
Nustrow ·
Papendorf ·
Penzin ·
Plaaz ·
Poppendorf ·
Prebberede ·
Pölchow ·
Reddelich ·
Reimershagen ·
Rerik ·
Retschow ·
Roggentin ·
Rukieten ·
Rövershagen ·
Rühn ·
Sanitz ·
Sarmstorf ·
Satow ·
Schorssow ·
Schwaan ·
Schwasdorf ·
Selpin ·
Steffenshagen ·
Steinhagen ·
Stubbendorf ·
Stäbelow ·
Sukow-Levitzow ·
Tarnow ·
Tessin ·
Teterow ·
Thelkow ·
Thulendorf ·
Thürkow ·
Vorbeck ·
Walkendorf ·
Wardow ·
Warnkenhagen ·
Warnow ·
Wiendorf ·
Wittenbeck ·
Zarnewanz ·
Zehna ·
Zepelin ·
Ziesendorf